# Ayrton-Perry vikling
En Ayrton-Perry vikling (navngivet efter William Edward Ayrton og John Perry) er en type af bifilar viklingsmønster anvendt til vikling af metaltråd på spoleforme til at lave elektroniske komponenter.  Ayrton-Perry viklings fordel er at den resulterende spole har lave værdier af parasitisk induktans og parasitisk kapacitans.  Ayrton-Perry vikling med resistanstråd anvendes til at lave trådviklede radiofrekvens resistorer, som anvendes ved radiofrekvenser, hvor induktans og kapacitans er uønsket.
Ayrton-Perry viklingen laves af to separate tråde viklet i modsatte retninger langs en elektrisk isolerende spoleform og forbundet i parallel i hver ende.  da der er det samme antal trådviklinger i hver retning, vil de magnetiske felter for de to spoleviklinger ophæv hinanden, så spolen har lille induktans;  og da de nærliggende to trådes vindinger har omtrent den samme spænding, er der kun en lille parasitisk kapacitans mellem the vindingerne.    
En ulempe er at fordi de to spolelængder er koblet i parallel, er en fire gange så lang en tråd (to gange længden af hver spole) nødvendig for en given resistans, sammenlignet med en enkelt spole. 